# Idrisiden
Die Idrisiden (arabisch الأدارسة, DMG al-Adārisa; Tifinagh-Schrift ⵉⴷⵔⵉⵙⵉⵢⵏ) herrschten zwischen 789 und 985 als eine der ersten islamisch-arabischen Lokaldynastien im westlichen Maghreb, dem heutigen Marokko.

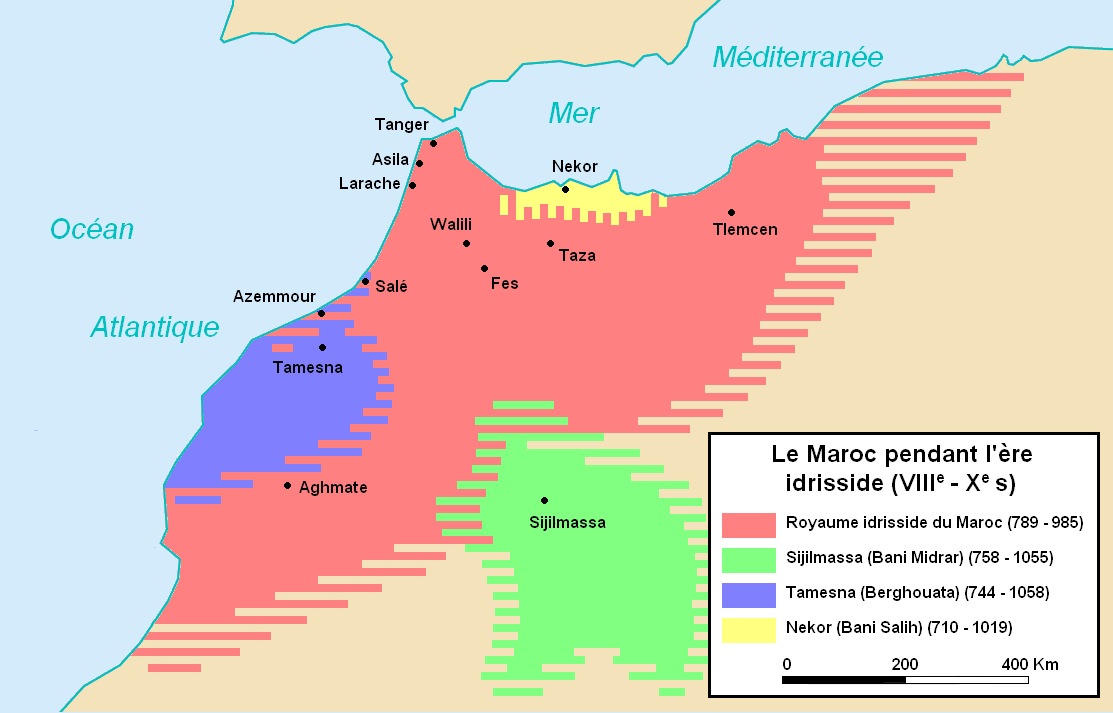
Lage des Königreiches der Idrisiden (rot, um 800)

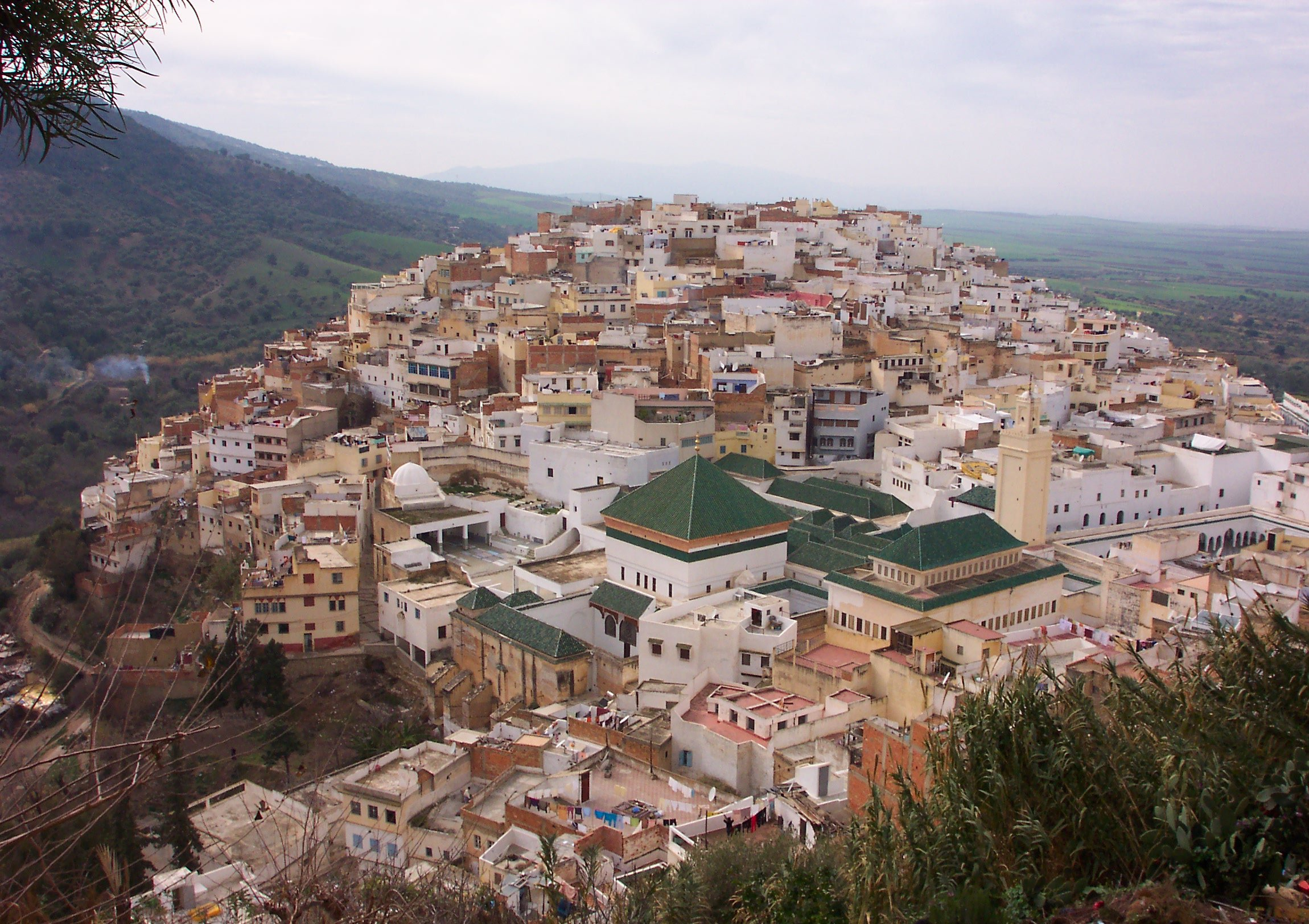
Die Stadt Moulay Idris mit der Grabmoschee Idris I. im Gebiet des Jbel Zerhoun, Marokko

## Geschichte

### Idris I.
Begründer der Dynastie war der Prophetenabkömmling Idris ibn Abdallah (789–791), ein Urenkel des Imams Hasan ibn Ali ibn Abi Talib. Er wurde als Alide von den Abbasiden verfolgt und floh 786 in den äußeren Maghreb, wo er von Zanata-Berbern aufgenommen wurde und sich in Oualila, dem römischen Volubilis, niederließ. Seit dem Aufstand des Maysara war die Herrschaft des Kalifats in Nordafrika bereits schwer erschüttert. Mit der Reichsgründung von Idris I. entstand einer der ersten eigenständigen islamischen Staaten im heutigen Marokko; der westliche Maghreb entglitt der Kontrolle der Abbasiden.

### Idris II.
Idris II. (791–828) baute das schon von seinem Vater angelegte Militärlager Fès zur Residenz und zum neuen Reichszentrum aus. Durch die Ansiedlung von Flüchtlingen aus Kairuan und al-Andalus (818) entwickelte sich die Stadt schnell zu einem bedeutenden Zentrum der Islamisierung und Arabisierung Nordafrikas. Auch wurde das Idrisiden-Reich durch Feldzüge in den Hohen Atlas und gegen Tlemcen ausgeweitet, sodass die Idrisiden – vor den Fürstentümern der Bargawata, der Salihiden sowie der Miknasa und Magrawa von Sidschilmasa – zur bedeutendsten Macht der Region aufstiegen.

### Letzte Idrisiden in Marokko
Unter Muhammad (828–836) wurde das Reich zwischen den zwölf Söhnen Idris’ II. aufgeteilt, wodurch mehrere rivalisierende Fürstentümer entstanden, das wichtigste im Rifgebirge bei den Ghumara-Berbern. Diese Zersplitterung führte zu verstärkten Machtkämpfen und zur Schwächung der an Bedeutung verlierenden Dynastie. So wurde Yahya IV. (905–919) 920 von dem Miknasa Masala ibn Habus, einem Gouverneur der Fatimiden, erstmals aus Fes vertrieben, das ab 922 unter der Aufsicht von Musa ibn Abi l-Afiya stand. Unter diesem zunächst fatimidentreuen Miknasa-Häuptling wurde Jagd auf alle Idrisiden gemacht und die Dynastie 927 endgültig aus ihrer Hauptstadt Fes vertrieben. Die anderen Linien, etwa die von Tétouan, gerieten nun in den wechselhaften Kampf, den sich die Fatimiden in der Folgezeit mit dem Umayyaden-Kalifat von Córdoba um die Oberherrschaft über den äußeren Maghreb lieferten. Nach dem siegreichen Feldzug des fatimidischen Heerführers Dschauhar as-Siqillī (958–960) wurden beispielsweise mehrere Idrisiden-Prinzen als Geiseln an den Hof nach al-Mansuriya gebracht, von al-Muizz beschenkt und als treue Vasallen wieder nach Marokko zurückgeschickt. 974 musste sich al-Hasan, der letzte Idrisiden-Emir von Hadschar an-Nasr, allerdings wieder Abd ar-Rahman III. unterwerfen und mit nach Córdoba kommen; nach seiner Rückkehr mit fatimidischer Unterstützung wurde er 985 von den Umayyaden getötet.

### Letzte Idrisiden in Córdoba
Zwischen 1014 und 1025 gewannen – beginnend mit Ali ibn Hammud al-Nasir – zeitweise Abkömmlinge der Idrisiden die Macht im Kalifat von Córdoba; diese Hammudiden herrschten über die Taifa-Königreiche von Málaga, Algeciras und Ceuta. Anfang des 20. Jahrhunderts herrschte zudem eine Seitenlinie der Idrisiden im südwestarabischen Asir (siehe: Idrisiden von Asir). Die Bedeutung der Dynastie besteht jedoch vor allem darin, dass sie die Grundlagen für die marokkanische Eigenstaatlichkeit legte.

## Herrscherliste
- Idris I. ibn Abdallah (789–791)
- Idris II. ibn Idris I. (791–828)
- Muhammad ibn Idris II. (828–836)

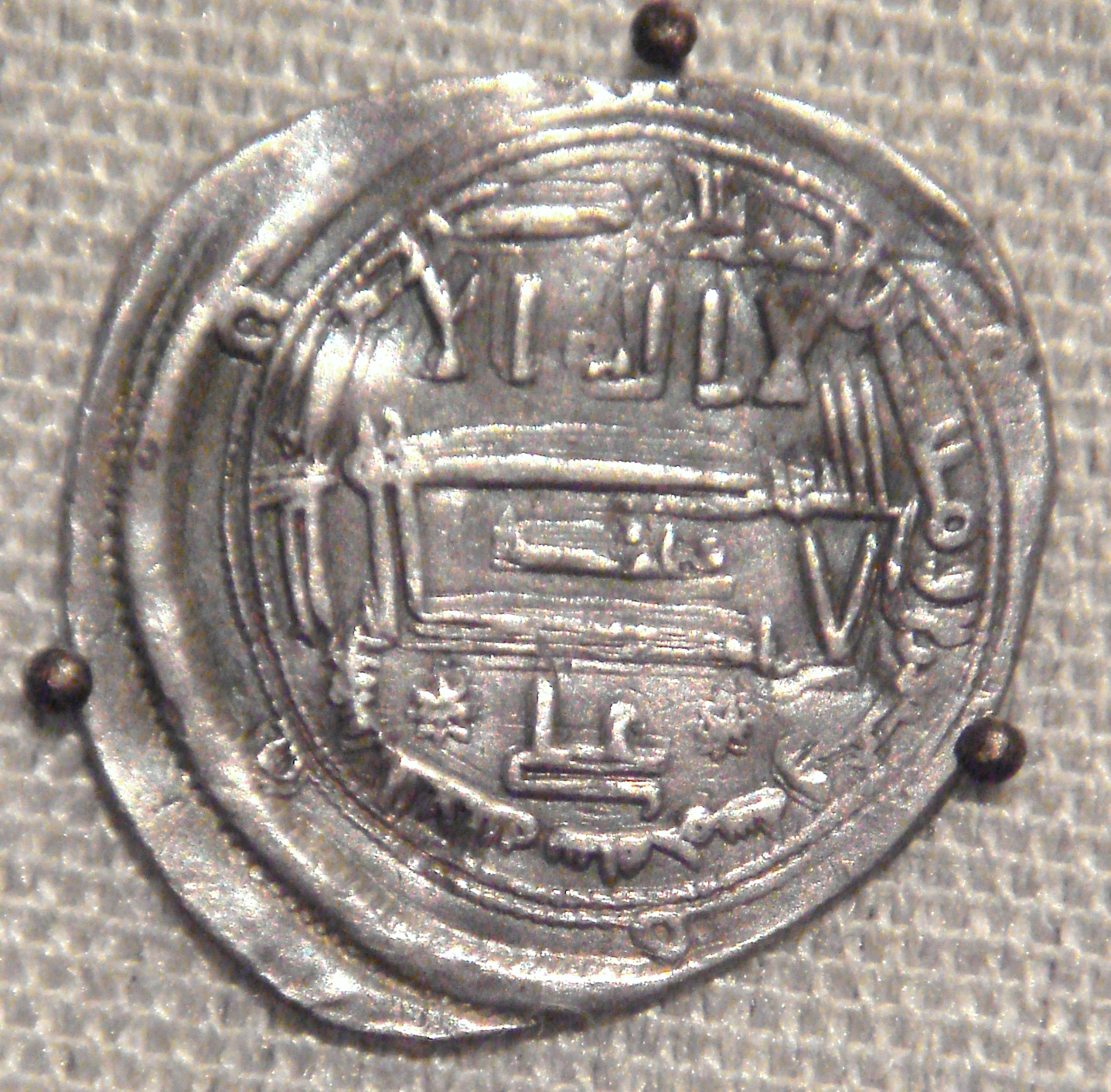
839/40 in al-ʿAlīya (Fès) geprägter Dirham des Isrisiden Ali ibn Muhammad (Avers mit den Namen Ali zwischen zwei Sternen in der letzten Zeile)

- Ali I. Haydara ibn Muhammad (836–849)
- Yahya I. ibn Muhammad (849–863)
- Yahya II. ibn Yahya I. (863–866)
- Ali II. ibn Umar (866–?)
- Yahya III. ibn al-Qasim (?–905)
- Yahya IV. ibn Idris (905–919)
- fatimidische Herrschaft (922–925)
- al-Hasan I. ibn Muhammed (925–927)
- fatimidische Herrschaft (927–938)
- al-Qasim Gannun ibn Muhammed (937–948)
- Ahmad ibn al-Qasim (948–954)
- al-Hasan ibn al-Qasim (954–974, erste Regierungszeit)
- umayyadische Herrschaft (974–985)
- al-Hasan ibn al-Qasim (985, zweite Regierungszeit)